# Японсько-корейська угода (серпень 1904)
Японсько-корейська угода серпня 1904 року була укладена між представниками Японської імперії та Корейської імперії. Переговори були завершені 22 серпня 1904 року.

## Положення угоди
Цей договір вимагав від Кореї залучення фінансових і дипломатичних радників, призначених Японією. Крім того, договір вимагав від Кореї консультуватися з Японією перед укладенням договорів з іноземними державами, а також перед наданням поступок або укладенням контрактів з іноземцями.
Договір передбачає, що Надзвичайний Посланник і Повноважний Міністр Його Величності Імператора Японії та Тимчасовий державний міністр закордонних справ Його Величності Імператора Кореї були відповідно уповноважені та уповноважені вести переговори та погоджувати конкретну мову запропонований двосторонній договір:
- Стаття І.

Уряд Кореї залучить як фінансового радника уряду Кореї японського підданого, рекомендованого урядом Японії, і всі питання, що стосуються фінансів, будуть розглядатися після того, як буде прийнято його консультацію.
- Стаття II.

Уряд Кореї залучає дипломатичного радника до Міністерства закордонних справ іноземця, рекомендованого урядом Японії, і всі важливі питання, що стосуються зовнішніх відносин, розглядаються після того, як його радник буде прийнятий.
- Стаття III.

Уряд Кореї повинен консультуватися з урядом Японії перед укладенням договорів або конвенцій з іноземними державами, а також при вирішенні інших важливих дипломатичних справ, таких як надання концесій або укладання контрактів з іноземцями.
 — Хаяші Ґонсуке, Надзвичайний Посланник і Повноважний Міністр (датовано: 22-м днем 8-го місяця 37-го року Мейдзі)
 — Юн Чхі Хо, виконуючий обов'язки державного міністра закордонних справ (датовано: 22-м днем 8-го місяця 8-го року Кванму)
Розширене пояснення обсягу та мети статті III було згадано в листі 1904 року від посла Японії в Сполучених Штатах Такагіри Коґоро до державного секретаря США Джона Гея:
«Стаття III не має на меті поставити перешкоду на шляху законних підприємств іноземців у сфері торгівлі та промисловості, але розрахована на те, щоб служити запобіжним заходом проти укладення необдуманих і небезпечних угод, які часто в минулому виявлялися джерело серйозних ускладнень, як це було яскраво показано у випадку з російською орендою Йон'ампхо».

## Рецисія

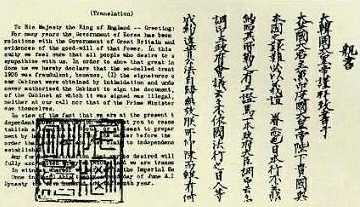
Аналіз «договору 1905 року» Коджоном — лише одна з багатьох спроб скасувати наслідки примусового тиску.

Цей «передбачуваний договір» був укладений у процесі примусу; і корейці намагалися скасувати небажані наслідки, представивши докази міжнародній спільноті. Наприклад,
- 1905: Імператор Корейської імперії Коджон написав особисто главам держав тих країн, які мають договори з Кореєю; і корейський уряд подав офіційні апеляції та надіслав офіційні телеграми[5], але ці дипломатичні жести були марними.
- 1907: У тому, що іноді називають «гаазькою таємною справою емісарів», корейські емісари безуспішно намагалися отримати міжнародну допомогу в рамках Гаазької конвенції 1907 року в Гаазі, Нідерланди в 1907 році.[6]
- 1921: корейські представники намагалися домогтися слухання на Вашингтонській військово-морській конференції 1921 року[7], але зусилля були неефективними.

Цей договір було підтверджено як «вже недійсний» Базовим договором про відносини між Японією та Кореєю, укладеним у 1965 році. У 2010 році Японія стверджувала, що хронологічною точкою відліку для скасування «вже недійсного» договору було 15 серпня 1948 року, коли було створено уряд Республіки Корея. Ця точка зору заперечується корейським аналізом, який договір 1965 року тлумачить як основу визнання недійсними всіх японсько-корейських договорів і угод з 1904 року.